# Antonio Baistrocchi
Antonio Baistrocchi, Ordensname Maurizio di Santa Teresa OCD, (* 19. August 1662 in Parma, Herzogtum Parma; † 15. Mai 1726 in Surat) war ein römisch-katholischer Bischof italienischer Herkunft.

## Leben
Baistrocchi trat in Mailand in die Lombardische Provinz der Unbeschuhten Karmeliten ein, legte am 8. November 1678 die Profess ab und wurde im selben Jahr zum Priester geweiht. Später wurde er Prior von SS. Giuseppe e Teresa in Mantova und verbrachte einige Jahre als Missionar auf dem Peloponnes. Auf seinen drängenden Wunsch hin wurde er 1704 für die Indien-Mission in Groß Mogul auserwählt und am 12. Mai 1708 von Papst Clemens XI. zum Titularbischof von Anastasiopolis und Apostolischen Vikar von Groß Mogul ernannt. Nach dem 14. April 1709 weihte ihn Ulisse Giuseppe Gozzadini, Titularerzbischof von Imola, in Rom zum Bischof.
In Indien lebte Bischof Baistrocchi zunächst in der Niederlassung der Kapuziner in Surat in der Provinz Gujarat und wechselte 1712 nach Karwar bzw. Sunkeri im Distrikt Kanara. Mit Zustimmung des britischen Gouverneurs, aber gegen den Widerstand des portugiesischen Bischofs von Goa und seiner Priester, führte er 1718 den Karmelitenorden auf der Insel Bombay ein, dessen Missionare 1720 die Seelsorge in fünf Pfarreien übernahmen. 1714 weihte er seinen Mitbruder Giovanni Battista Multedi zum Bischof.
Er starb am 14. Februar 1726 in der Niederlassung der Kapuziner in Surat.